# Glykolýza
Glykolýza (z řeckého glykos, sladký a lysis, rozpad) je metabolická dráha přeměny glukózy na dvě molekuly pyruvátu za čistého výtěžku dvou molekul ATP a dvou molekul NADH. Probíhá v cytosolu buněk. Nejčastější je Embdenova–Meyerhofova–Parnasova dráha, ačkoliv v některých mikroorganismech najdeme i jiné dráhy glykolýzy.
Skládá se z deseti kroků, každý z nich katalyzuje jiný enzym.

## Reakce glykolýzy
1. Glukóza je za spotřeby jedné molekuly ATP fosforylována enzymem hexokinázou na glukóza-6-fosfát.
2. V další reakci dochází k izomerizaci glukóza-6-fosfátu (glukóza je aldóza) na fruktóza-6-fosfát (fruktóza je ketóza). Reakci katalyzuje fosfoglukoizomeráza. Oxoskupina je tedy nyní vázána na druhém uhlíkovém atomu.
3. Fruktóza-6-fosfát je za spotřeby jedné molekuly ATP fosforylován enzymem fosfofruktokinázou na fruktóza-1,6-bisfosfát.
4. Enzym aldoláza štěpí fruktózu-1,6-bisfosfát na dva tříuhlíkaté cukry – dihydroxyacetonfosfát (DHAP) a glyceraldehyd-3-fosfát.
5. Glyceraldehyd-3-fosfát je oxidován v šesté reakci, druhý produkt předchozí reakce dihydroxyacetonfosfát je pomocí triózafosfátizomerázy izomerován na glyceraldehyd-3-fosfát.
6. Glyceraldehyd-3-fosfát je oxidován enzymem glyceraldehyd-3-fosfátdehydrogenázou za vzniku NADH z NAD+. Energie získaná oxidací aldehydové skupiny na karboxylovou skupinu je krátkodobě konzervována ve formě spojení enzymu se substrátem makroergní thioesterovou vazbou (enzym v ní poskytuje cystein). Následně dochází k odštěpení enzymu a vazbě fosfátu na karboxyl, čímž vzniká 1,3-bisfosfoglycerát; tato vazba je rovněž makroergní a uchovává většinu energie získané oxidací.
7. Makroergní vazba vzniklá v předchozí reakci se přenese na ADP a za vzniku ATP se 1,3-bisfosfoglycerát mění fosfoglycerátkinázou na 3-fosfoglycerát.
8. Fosfoesterová vazba 3-fosfoglycerátu je fosfoglycerátmutázou přenesena z třetího na druhý uhlík, vzniká tedy 2-fosfoglycerát.
9. Z 2-fosfoglycerátu je enolázou odstraněna molekula vody, vzniká tak fosfoenolpyruvát s makroergní fosfoenolovou vazbou.
10. Makroergní vazba vzniklá v předchozí reakci se přenese na ADP a za vzniku ATP se fosfoenolpyruvát mění pyruvátkinázou na pyruvát.

Od šesté reakce se díky rozdělení šestiuhlíkatého cukru na dva tříuhlíkaté ve čtvrté reakci odehrává všechno zdvojeně, výtěžek glykolýzy jedné molekuly glukózy je tedy čtyři molekuly ATP a dvě molekuly NADH+H+. V první a třetí reakci se ale dvě molekuly ATP spotřebovaly, čistý výtěžek je tedy menší.
Za anaerobních podmínek je pyruvát redukován v procesu mléčného kvašení za vzniku laktátu nebo v procesu alkoholového kvašení za vzniku ethanolu a CO2, případně dalšími druhy kvašení. Jako redukční činidlo je využíván NADH, který tímto regeneruje na svoji oxidovanou formu NAD+ a může být opětovně využit v glykolytické dráze jako příjemce elektronů. Za aerobních podmínek je pyruvát dále oxidován v Krebsově cyklu a následnou oxidativní fosforylací na vodu a CO2 za dalšího vzniku přibližně 36 molekul ATP. Regenerace NADH probíhá přenosem elektronů řadou oxidoredukčních reakcí oxidativní fosforylace až na konečný akceptor elektronů, kyslík.
Glykolýza, navzdory svému relativně malému energetickému výtěžku, umožňuje zajistit životní funkce celé řadě bakterií (bezvýhradně pak bakteriím anaerobním), významně se ale uplatňuje i při energetickém metabolismu vyšších organismů, kteří mají energetické nároky mnohonásobně vyšší. Mezi její výhody patří zejména rychlost tvorby ATP (může být až 100krát rychlejší než tvorba ATP v rámci oxidativní fosforylace) a nezávislost na kyslíku.